# Kizljarka
Kizljarka (in russo Кизлярка?) è una vodka d'uva prodotta in Russia. Il nome deriva dalla città di Kizljar (a nord del Daghestan moderno). La Kizlyar Brandy Factory è impegnata nella produzione della bevanda. 

## Caratteristiche
La Kizljarka viene inserito in botti di rovere dove acquisisce una tinta gialla. Il grado alcolico è tra il 40-45%. L'alcol, per distillazione del mosto d'uva, viene invecchiato in barrique per un anno e mezzo, dopodiché viene aggiunto lo sciroppo di zucchero. Prima dell'imbottigliamento, viene aggiunta acqua e regolata al 40% di alcol. Esistono tre tipi di kizljarka in base alla durata dell'invecchiamento (originale, tradizionale e maturato):
1. "Originale" - una bevanda senza invecchiamento e di grado alcolico pari al 40%.
2. "Tradizionale" - invecchiamento di 7 mesi e 40%.
3. "Maturato" - invecchiamento di 18 mesi grado alcolico del 45%.